# Munida hawaiiensis
Munida hawaiiensis är en kräftdjursart som beskrevs av Baba 1981. Munida hawaiiensis ingår i släktet Munida och familjen trollhumrar. Inga underarter finns listade i Catalogue of Life.